# Nivaldo Duarte
Nivaldo Duarte de Lima (Rio de Janeiro, 18 de julho de 1935) é um técnico de som e compositor brasileiro, famoso pela participação em discos antológicos como Clube da Esquina, Raulzito e os Panteras, Elis, entre outros. 

## Carreira
Aos 18 anos, Nivaldo começou sua carreira como mensageiro em uma filial da gravadora Continental. Entre 1953 e os anos 2000, Nivaldo trabalhou em várias gravadoras, incluindo a Continental, CBS (simultaneamente à Continental) e Odeon (de 1967 até o fechamento dos estúdios). Trabalhou também na União Brasileira dos Compositores (UBC) e, após os anos 2000, na Iron Mountain, onde se dedicou à digitalização de arquivos analógicos de áudio.
Durante esse período, Nivaldo colaborou com muitos dos grandes nomes da música brasileira, como Milton Nascimento, João Gilberto, Luiz Gonzaga, Dolores Duran, Elis Regina, Maria Bethânia, Beto Guedes, Roberto Carlos, Rita Lee, Raul Seixas e muitos outros. Além disso, ele trabalhou com renomados maestros brasileiros, como Radamés Gnatalli e Lyrio Panicali.
Foi parceiro de compositores como Paulo César Pinheiro e Marquinho Sathan.

## Lista de álbuns produzidos (parcial)
- 1968 - Raulzito e os Panteras - (Raulzito e os Panteras)
- 1972 - Clube da Esquina - (Clube da Esquina)
- 1980 - Elis - (Elis Regina)
- 1985 - Cristina e Mauro Duarte - (Cristina Buarque e Mauro Duarte)